# Felix Santschi
Felix Santschi (ur. 1872, zm. 1940) – szwajcarski entomolog, myrmekolog.
Santschi jako pierwszy badał zdolność mrówek do orientowania się w terenie. Jego doświadczenia wykazały, że mrówki trafiają do celu gdy niebo jest niezachmurzone lub widoczna jest choćby jego część; traciły natomiast orientację przy całkowicie zasłoniętym niebie. Pięćdziesiąt lat później Karl von Frisch odkrył zdolność mrówek do rozróżniania stopnia polaryzacji światła, co wyjaśniło wyniki badań Santschiego.